# Saint-Jean-de-Beauregard
Saint-Jean-de-Beauregard är en kommun i departementet Essonne i regionen Île-de-France i norra Frankrike. Kommunen ligger i kantonen Montlhéry som tillhör arrondissementet Palaiseau. År 2022 hade Saint-Jean-de-Beauregard 471 invånare.

## Befolkningsutveckling
Antalet invånare i kommunen Saint-Jean-de-Beauregard
| Referens: INSEE |